# 1157 Арабія
1157 Ара́бія (1929 QC, 1955 EC, 1157 Arabia) — астероїд головного поясу, відкритий 31 серпня 1929 року.
Тіссеранів параметр щодо Юпітера — 3,162.